# Битва под Оршей (картина)
Битва под Оршей ― картина, изображающая битву под Оршей, которая произошла 8 сентября 1514 года между союзными войсками Великого княжества Литовского и королевства Польского против армии Русского государства во время русско–литовской войны 1512—1522 годов. Картина находится в Национальном музее в Варшаве. Является единственным произведением своего рода в польской живописи эпохи Возрождения.

## Художник
Анонимный художник был одним из придворных живописцев-картографов, а методика написания произведения свидетельствует о том, что он входил в круг Лукаса Кранаха Старшего. Тщательная проработка всех деталей указывают на его непосредственное участие в битве. Автопортрет художника находит себя в одном из образов: на картине можно увидеть безоружную фигуру в немецком костюме, которая сидит на пне на берегу Днепра и наблюдает за сражением.
Согласно одной из гипотез, автором картины был немецкий художник Ганс Крелл, придворный живописец Людовика II Венгерского.

## Анализ картины
Картина показывает вид с высоты птичьего полета. На холсте представлено несколько этапов битвы, о чем свидетельствует тот факт, что одни и те же персонажи появляются во многих местах: так, гетман Константин Острожский изображён здесь три раза. Детали техники и вооружения и портреты военачальников были воссозданы довольно реалистично и с большой точностью: показывается, среди прочего, то, как льется вода из брони солдат после пересечения реки. Некоторые сцены находятся на грани гротеска, другие подчёркивают жестокость сражения.
Картина не сохранилась в полном объеме. Тщательный анализ показывает, что она была выше, вплоть до горизонта. Асимметрия указывает на то, что она была укорочена на 1/5 ширины слева. Две противоположные колонны тяжелой пехоты, ранее являвшиеся центром изображения, теперь смещены влево. Предположительно, картина была написана в 1520―1534-х годах.
Работа была создана по заказу короля и имела пропагандистский подтекст, хотя битва и не принесла стратегических успехов. Зритель видит на полотне красиво представленные ряды польской армии, в то время как русская армия изображена как неорганизованная масса людей.